# Yamin
Lo Yamin è un fiume Indiano, affluente dello Yamuna, appartenente al bacino idrografico del Gange. È detto anche "fiume Chagalsenja".

## Geografia
Lo Yamin è lungo 1000 km circa, ha una portata d'acqua di 983,34 m³/s e possiede un bacino idrografico esteso circa 4000 km². Il dislivello tra la sorgente alla foce è alto (dai 6000 metri alla sorgente ai 150 m alla foce nel Gange), perciò lo Yamin è caratterizzato da una forte corrente nel primo tratto e da una bassissima forza dell'acqua nel tratto terminale. 
In sintesi il corso del Yamin è suddiviso in due parti ben diverse tra di loro:
- La prima parte è caratterizzata da un alveo stretto e poco profondo, riceve svariati torrenti che ne accrescono la portata.
- La seconda parte è caratterizzata da un alveo sempre poco largo e canalizzato: viene anche chiamato "Canale Darling".